# Кормянский сельсовет
Кормянский сельсовет (белор. Кармянскі сельсавет) — административная единица на территории Добрушского района Гомельской области Белоруссии. Административный центр — агрогородок Корма.

## История
После второго укрупнения БССР с 8 декабря 1926 года сельсовет в составе Добрушского района Гомельского округа БССР. С 4 августа 1927 года в составе Тереховского района. 30 декабря 1927 года сельсовет укрупнён, в его состав вошла территория упразднённого Селищенского сельсовета. После упразднения окружной системы 26 июля 1930 года в Тереховском районе БССР. С 12 февраля 1935 года в составе восстановленного Добрушского района, с 20 февраля 1938 года — Гомельской области. 28 октября 1991 года к сельсовету присоединена территория упразднённого Огородня-Гомельского сельсовета.
20 января 2005 года упразднены посёлки Дубецкое, Колодье, Плоское. 27 июня 2008 упразднён посёлок Закопытье.
16 декабря 2009 года из состава Кормянского сельсовета исключены посёлок Уборок и деревня Хорошевка и включены в состав Кузьминичского сельсовета.
22 июля 2015 года посёлок Уборок и деревня  Хорошевка возвращены в состав Кормянского сельсовета.
14 января 2023 года Кормянский и Кузьминичский сельсоветы Добрушского района Гомельской области объединены в одну административно-территориальную единицу – Кормянский сельсовет Добрушского района Гомельской области, с включением в его состав земельных участков Кузьминичского сельсовета.

## Состав
Кормянский сельсовет включает 13 населённых пунктов:
- Галое — посёлок
- Зайцев — посёлок
- Знамя — деревня
- Корма — агрогородок
- Красный Камень — посёлок
- Кузьминичи — агрогородок
- Огородня Гомельская — деревня
- Огородня Кузьминичская — деревня
- Селище-1 — посёлок
- Селище-2 — посёлок
- Слобода — деревня
- Уборок — посёлок
- Хорошевка — деревня

Упразднённые населённые пункты:
- Закопытье — посёлок
- Дубецкое — посёлок
- Колодье — посёлок
- Плоское — посёлок